# 알바니아군
알바니아 국군(알바니아어: Forcat e Armatosura të Republikës së Shqipërisë (FARSH))은 알바니아의 군대로 1912년 알바니아 독립 선언 이후 창립하였다. 오늘날, 알바니아 국군은 작전 참모, 알바니아 육군, 알바니아 공군 그리고 알바니아 해군으로 구성되어 있다.
알바니아의 대통령은 알바니아 국군의 총사령관이다. 전투가 없을 때는, 알바니아의 총리와 국방부 장관이 총사령관의 권력을 행사한다.